# Danny Jacobs
Daniel Charles "Danny" Jacobs, Jr., född 7 juli 1968 i Detroit, Michigan, är en amerikansk skådespelare.